# ديمقراطية إجرائية
الديمقراطية الإجرائية هي الديمقراطية التي يكون فيها للشعب أو المواطنين في الدولة تأثير أقل مما عليه الحال في الديمقراطيات الليبرالية التقليدية. وهذا النوع من الديمقراطيات يتسم باختيار الناخبين انتخاب الممثلين عنهم في انتخابات حرة.
وتفترض الديمقراطية الإجرائية أن العملية الانتخابية هي جوهر السلطة الموضوعة في المسئولين المنتخبين، وتضمن الالتزام بكل إجراءات الانتخابات كما ينبغي (أو على الأقل يبدو الأمر كذلك). ويمكن أن يوصف هذا النوع من أنواع الديمقراطيات على أنه جمهوري (أي يقوم الشعب بالتصويت لاختيار الممثلين)، حيث لا يتم تطبيق إلا الهياكل والمؤسسات الأساسية فقط. وبشكل شائع، يستخدم الممثلون المنتخبون من قبل الإجراءات الانتخابية للإبقاء على أنفسهم في السلطة ضد رغبة الشعب العامة (بدرجات متنوعة)، وبالتالي، يتم الحيلولة دون إقامة الديمقراطية الكاملة.
وتختلف الديمقراطية الإجرائية اختلافًا تامًا عن الديمقراطية الحقيقية، والتي تظهر من خلال المشاركة المتساوية لكل المجموعات الموجودة في مجتمع ما في العملية السياسية.
وتعد بعض دول أفريقيا الجنوبية، مثل ناميبيا وأنغولا وموزمبيق، حيث يتم تنفيذ الانتخابات الإجرائية من خلال المساعدة الدولية، من الأمثلة المحتملة للديمقراطيات الإجرائية.